# 齊克慎
齊克慎（1828年—？年），字敬齋，成都駐防正藍旗滿洲人， 咸豐二年壬子科繙譯鄉試中式舉人，咸豐九年己未科繙譯會試中式進士，由翰林院庶吉士，十年，散館引見，奉旨以主事用，簽分兵部，十一年二月，奏補總理各國事務衙門章京。同治元年十一月，題升職方司主事。同治三年四月，任總理各國事務衙門，奏准以直隸州知州遇缺即選。同治七年七月，奏准免選直隸州知州，以知府分發省分。八年五月，在捐銅局捐指四川，六月引見，奉旨：著以知府分發四川補用，並加道銜。歷任京師同文館提調。